# 青洲 (葵青區)

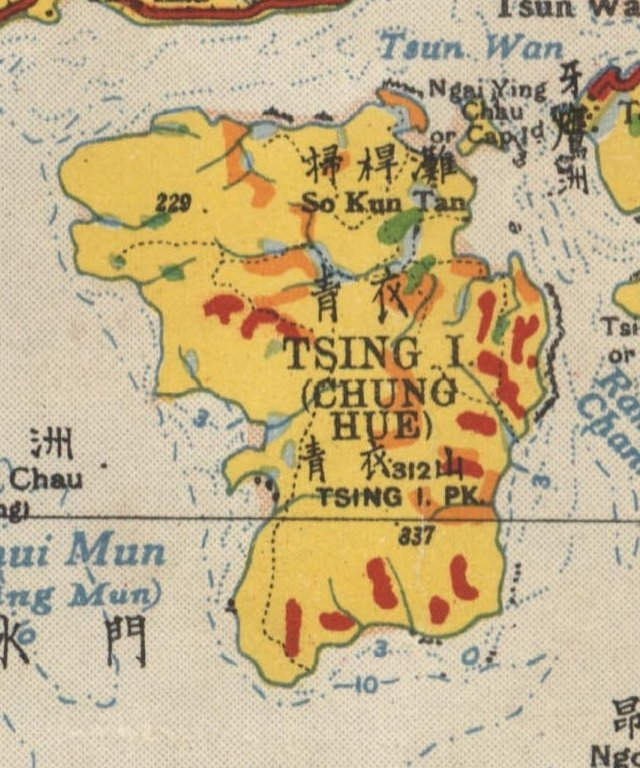
位於青衣島以東的青洲在1936年地圖的位置。

青洲（英語：Pillar Island），是香港昔日島嶼，位於青衣東面，牙鷹洲東南面，地區行政上屬於葵青區。
島嶼在1960年代末期醉酒灣進行填海工程時，被填海連陸，與葵涌北部連接。其時荃灣德士古道建有一支路通往已連陸的青洲，名爲青洲道，在醉酒灣工業區建成後由附近道路網取代。現時島嶼所處位置約為青衣南橋葵涌入口一帶，以南為葵涌貨櫃碼頭。 